# Marija Bukvić
Marija Bukvić (serbisch-kyrillisch Марија Буквић * 31. Mai 2001) ist eine serbische Hürdenläuferin, die sich auf die 100-Meter-Distanz spezialisiert hat.

## Sportliche Laufbahn
Erste internationale Erfahrungen sammelte Marija Bukvić im Jahr 2017, als sie bei den U18-Balkan-Meisterschaften in Istanbul in 15,13 s den sechsten Platz über 100 m Hürden belegte. Im Jahr darauf gewann sie bei den U18-Balkan-Meisterschaften ebendort in 14,30 s die Silbermedaille und schied anschließend bei den U18-Europameisterschaften in Győr mit 14,42 s in der ersten Runde aus. 2020 gewann sie bei den U20-Balkan-Hallenmeisterschaften in Istanbul in 8,89 s die Bronzemedaille im 60-Meter-Hürdenlauf und siegte mit 6,06 m im Weitsprung. 2022 belegte sie bei den U23-Mittelmeer-Meisterschaften in Pescara in 13,75 s den vierten Platz über 100 m Hürden und im Juli verpasste sie bei den U23-Europameisterschaften in Espoo mit 6,17 m den Finaleinzug im Weitsprung. 2025 gewann sie bei den Balkan-Hallenmeisterschaften in Belgrad in 8,18 s die Silbermedaille über 60 m Hürden hinter der Kroatin Mia Wild und anschließend schied sie bei den Hallenweltmeisterschaften in Nanjing mit 8,24 s im Vorlauf aus.
2022 wurde Bukvić serbische Hallenmeisterin im 60-Meter-Lauf sowie 2023 im Fünfkampf.

## Persönliche Bestleistungen
- 100 Meter: 11,85 s (+1,2 m/s), 29. Juni 2024 in Kraljevo
  - 60 Meter (Halle): 7,34 s, 22. Januar 2025 in Belgrad
- 100 m Hürden: 13,34 s (+0,5 m/s), 19. Juni 2024 in Maribor
  - 60 m Hürden (Halle): 8,08 s, 22. Januar 2025 in Belgrad
- Weitsprung: 6,39 m (−0,4 m/s), 7. Juli 2024 in Kraljevo
- Siebenkampf: 4506 Punkte, 9. Mai 2021 in Sremska Mitrovica
  - Fünfkampf (Halle): 3652 Punkte, 5. Februar 2023 in Belgrad